# Wydawnictwo Akademickie „Dialog”
Wydawnictwo Akademickie „Dialog” – polskie wydawnictwo założone w roku 1992. Publikuje książki o tematyce orientalnej (innymi słowy „prowadzi dialog” z Orientem), związane z Azją i Afryką, w tym dzieła tamtejszych autorów (klasyczna poezja sanskrycka, współczesna poezja chińska, powieści z północnej Afryki). Wydaje również literaturę europejską (rosyjską, fińską, francuską, szwedzką). Znaczna część pozycji dotyczy religioznawstwa i filologii orientalnych. Wiele z nich ukazało się pod patronatem Wydziału Orientalistycznego Uniwersytetu Warszawskiego.
Autorami są orientaliści polscy i zagraniczni, znawcy tematyki Bliskiego i Dalekiego Wschodu oraz Afryki, między innymi Janusz Danecki, Józef Bielawski, Anna Parzymies, Tadeusz Majda, Bogdan Składanek, Mieczysław Jerzy Künstler, Marek Mejor i Stanisław Piłaszewicz. Tłumaczami są, między innymi, Jolanta Kozłowska, Katarzyna Pachniak, Zofia Józefowicz-Niedźwiecka i Stanisław Godziński.
Duża część publikacji to literatura faktu poruszająca aktualne problemy polityczne (Ukraina, Izrael, Bałkany, Irak, Afganistan, Tybet), fundamentalizm oraz tematykę społeczno-polityczną Polski, Europy i świata.

## Serie wydawnicze
Książki ukazują się w następujących seriach wydawniczych:

- Być kobietą
- Czytaj po arabsku
- Dzieje Orientu
- Historia/Polityka
- Języki Azji i Afryki
- Języki orientalne
- Książki obcojęzyczne
- Literatura frankofońska
- Literatura okresu transformacji
- Literatury orientalne
- Mądrość Orientu
- Orientalia Polona
- Philologia orientalis
- Podróże-kraje-ludzie
- Skarby Orientu
- Świat Orientu
- Sztuka Orientu
- Teatr Orientu
- Temat dnia
- Uroki Orientu
- Vicus Studia Agraria
- Współczesna Afryka i Azja
- Życie codzienne w...
- Życie po japońsku

## Poza seriami
- Geografia
- Gospodarka
- Inne
- Językoznawstwo
- Literatura piękna
- Studia i debaty
- Wieczory z nauką